# Simulium buxtoni
Simulium buxtoni är en tvåvingeart som beskrevs av Austen 1923. Simulium buxtoni ingår i släktet Simulium och familjen knott. Inga underarter finns listade i Catalogue of Life.